# Pethia nigrofasciata
Cá đòng đong rubi đen (Danh pháp khoa học: Pethia nigrofasciata) là một loài nhiệt đới trong họ Cyprinid, chúng là loài đặc hữu của Sri Lanka, nơi nó sinh sống ở các dòng suối rừng từ các lưu vực Kelani đến lưu vực Nilwala, chúng được tìm thấy ở các dòng suối trên đồi ở độ cao khoảng 1000 ft (300 m). Chúng được ưa chộng để được nuôi làm loài cá cảnh.

## Đặc điểm
Những con cá nhỏ có một cơ thể màu xám vàng với sọc dọc màu đen. Cơ thể bạc biến thành một ruby màu đỏ sẫm khi chúng trưởng thành, đối với con cái thì các phần cơ bản của tất cả các vây dọc là màu đen trong khi đó các con đực toàn bộ vây lưng là một màu đen sâu, vây hậu môn đen đỏ, và các vây chậu màu đỏ. Con cá sẽ phát triển đến chiều dài tối đa 2-3 inches (6–8 cm) với cá thể cái hơi dài hơn so với cá thể đực. Chúng sống trong một khí hậu nhiệt đới trong mát, râm, với sỏi hoặc các chất nền cát. Thức ăn của chúng chủ yếu bao gồm tảo sợi và mảnh vụn. Chúng thích nước với độ pH 6,0-6,5, độ cứng của nước 5-12 dGH, và một phạm vi nhiệt độ 72-79 °F (22-26 °C).